# 奈良県立榛生昇陽高等学校
奈良県立榛生昇陽高等学校（ならけんりつ しんせいしょうようこうとうがっこう、Nara Prefectural Shinseishoyo High School）は、奈良県宇陀市榛原下井足に所在した公立の高等学校。
統合前の2校の校名から1文字ずつ（榛原の「榛」と室生の「生」）とって組み合わせ「榛生」としている。校訓は制定されていないが、「自己を磨き、生き方を学び、未来に挑戦する」を学校教育目標としていた。

## 設置課程・学科・専攻
- 全日制課程 2学科[1]
  - 普通科
  - こども・福祉科（総合学科） - 従来の福祉科と普通科人間探求コースを合併
- 専攻科 - 介護福祉科[2]

### 2019年度まで
- 普通科 - 人間探求コース・総合選択コース

人間探求コースでは幼稚園や小学校の教員の養成を目指す。
- 福祉科 - 奈良県立高等学校としては唯一の設置。

福祉科では介護福祉士の国家資格受験資格や、訪問介護員（ホームヘルパー）1級・2級の取得が可能。

## 歴史
奈良県の公立高等学校再編により、2004年（平成16年）4月に奈良県立榛原高等学校と奈良県立室生高等学校の2校が統合されて開校した。校地・校舎は榛原高等学校のものを継承している。2014年（平成26年）に創立10周年を迎えた。奈良県教育委員会が策定した県立高等学校適正化実施計画により、2022年度（令和4年度）より、奈良県立大宇陀高等学校と統合し、奈良県立宇陀高等学校が開校した。新高校は、両校の校地を使用している。

### 年表
- 2004年（平成16年）
  - 4月1日 - 奈良県立榛原高等学校と奈良県立室生高等学校の2校を統合して奈良県立榛生昇陽高等学校が開校。
    - 榛原高等学校と室生高等学校は生徒募集を停止。ただし、在校生（2003年（平成15年）入学生）が卒業するまで経過措置として存続される。
    - 校地・校舎榛原高等学校のものを共用（併設の形をとる）。

  - 4月12日 - 開校式および第1回入学式を挙行。
- 2006年（平成18年）3月31日 - 奈良県立榛原高等学校と奈良県立室生高等学校が廃止。
  - 榛原高等学校より校地・校舎がすべて移管される。
  - 榛原高等学校・室生高等学校の証明書等発行の事務が榛生昇陽高等学校に移管される。
- 2021年（令和3年）4月1日 - 専攻科として介護福祉科が設置される[3]
- 2022年（令和4年）4月1日 - 奈良県立大宇陀高等学校と統合し、奈良県立宇陀高等学校が開校。
- 2024年（令和6年）3月31日 - 閉校。

## 校章・校歌
校章
校名にちなんで太陽と、S（昇陽（Shoyo）の頭文字）の形にかたどった宇陀川の流れを組み合わせて「高」の文字を置いている。
校歌
作詞は市川雅利、作曲は福永伸一による。歌詞は3番まであり、各番に校名の「榛生昇陽」が登場する。
同窓会
宇陀高等女学校、榛原高等学校、室生高等学校の同窓会を包括している。

## 部活動

### 運動部
- ウェイトリフティング部
- バドミントン部
- サッカー部
- 野球部
- バスケットボール部
- バレーボール部
- 陸上競技部
- 弓道部
- ソフトテニス部
- 柔道部
- 自転車競技部：インターハイや国体に出場。平成19年・平成20年には全国高等学校総合体育大会自転車競技大会と全国高等学校対抗自転車競技選手権大会で各々２連覇を達成した[4]。個人でも中井俊亮（現：競輪選手[5]）が国体（少年の部）で優勝[6]、元砂勇雪がインターハイ３連覇[7]などの実績がある。

### 文化部
- 吟詠剣詩舞部
- 演劇部
- 社会活動部
- 音楽部
- 検定クラブ
- 写真部
- 吹奏楽部
- 書道部
- デザイン部
- 生活部
- 茶華道部

### 部局
- 新聞局
- 放送局
- 人権問題研究会

## 交通
- 近鉄大阪線 榛原駅

## 著名な出身者
- 荒木良明（お笑い芸人、水玉れっぷう隊）
- 野口正則（競輪選手）
- 元砂勇雪（競輪選手）
- 元砂七夕美（女子競輪選手）
- 中井俊亮（競輪選手）
- 吉田隼人（自転車競技選手）